# John Seymour
Sir John Seymour (1474 circa – 21 dicembre 1536) era membro della piccola nobiltà inglese e cortigiano presso la corte di Enrico VII e di Enrico VIII d'Inghilterra. Fu il padre della terza moglie di Enrico VIII, Jane Seymour.

## Famiglia
Lontano discendente di Guglielmo il Maresciallo, era figlio di John Seymour (c. 1450-1491) ed Elizabeth Darrell, e aveva come nonni paterni John Seymour, Sceriffo di Wiltshire (nato nel 1425) ed Elizabeth Coker (nata nel 1436). I suoi nonni materni erano Sir George Darrell (nato nel 1451) e Margaret Stourton, figlia di John (nato nel 1433), Barone Stourton di Stourton, nel Wiltshire, e di Margery Wadham.
Combatté per Enrico VII nella Insurrezione della Cornovaglia del 1497 a Blackheath nel Kent e fu fatto cavaliere sul campo dal re.
Per Enrico VIII prese parte alla Battaglia di Guinegatte (1513) e fu presente al Campo del Drappo d'Oro.
Venne creato Cavaliere di banneret e fu Sceriffo di Wiltshire nel 1507, 1518 e nel 1524; e fu anche Alto Sceriffo di Somerset tra il 1515 ed il 1516. Ricevette anche il cavalierato dell'Ordine del Bagno.
John sposò prima del 1500 Margery Wentworth, figlia di Sir Henry Wentworth di Nettlestead. La bellezza della donna venne celebrata in un componimento di John Skelton. L'unione si rivelò felice e fu allietata dalla nascita di nove figli:
- Margery Seymour (1502–1520)
- John Seymour (morto il 15 luglio 1510)
- Edward Seymour, I duca di Somerset (c.1506-1552)
- Thomas Seymour (c.1508-1549)
- Jane Seymour (c.1509-1537)
- Elizabeth Seymour (c.1513-1563)
- Sir Henry Seymour (c.1514 - post 1568)
- Dorothy Seymour (?-(1562), che ebbe sette figli dal primo marito Sir Clement Smyth e che, dopo esser rimasta vedova nel 1562 si risposò con Thomas Levinthorpe[2]
- Anthony Seymour

Seymour ebbe anche un figlio illegittimo:
- Sir John Seymour (1535 – 1599), che sposò dapprima nel 1568 Jane Poyntz, figlia di Sir Nicholas Poyntz e Joan Berkeley, e poi Dyzary Porter da cui ebbe discendenza.

Seymour morì il 21 dicembre 1536. Secondo tradizione reale, sua figlia la regina Jane non assistette ai funerali.